# Giuseppe Avossa
Giuseppe Avossa (Paola, 1708 - Naples, le 9 janvier 1796) est un compositeur italien.

## Biographie
Giuseppe Avossa étudie la musique au Conservatoire dei Poveri di Gesù Cristo de Naples, où il a comme professeurs Gaetano Greco et Francesco Durante. Après avoir terminé ses études, il est actif en tant que maître de chapelle et aussi comme professeur de chant dans les églises et les monastères. En 1749, il devient directeur du Théâtre Municipal de Pesaro. Plus tard, vers 1758, il retourne à Naples, où il reste jusqu'à sa mort.
Avossa est surtout connu pour l'opéra comique La pupilla, donné au Teatro dei Fiorentini pendant le carnaval de 1763. Il compose également de la musique sacrée, notamment des œuvres pour chœur (dans le style de concertato) et chant soliste. En raison de la ressemblance de son nom à celui de Girolamo Abos, il est souvent confondu avec ce dernier, ce qui amène un certain nombre d'erreurs d'attribution de leurs œuvres.

## Œuvres

### Opéras
- Don Saverio (opera buffa, livret de Antonio Palomba, 1744, Venise)
- Lo scolaro alla moda (opera buffa, 1748, Reggio d'Émilie)
- Il baron gonfianuvoli (opera buffa, 1750, Salzbourg)
- I tutori (opera buffa, 1757, Naples)
- La puilla (opera buffa, livret de Antonio Palomba, 1763, Naples)
- Il ciarlone (opera buffa, 1769, Copenhague)

### Musique sacrée
- La nuvoletta d'Elia (oratorio, 1746, Ancône)
- La felicità de' tempi (oratorio, 1749, Pesaro)
- Il giudizio di Salomone (oratorio, 1751, Pesaro)
- 3 messes
- 2 Magnificats
- 2 motets